# 中央党 (フェロー諸島)
中央党（ちゅうおうとう、フェロー語: Miðflokkurin）は、フェロー諸島の政党。